# Barkhäuser Turm

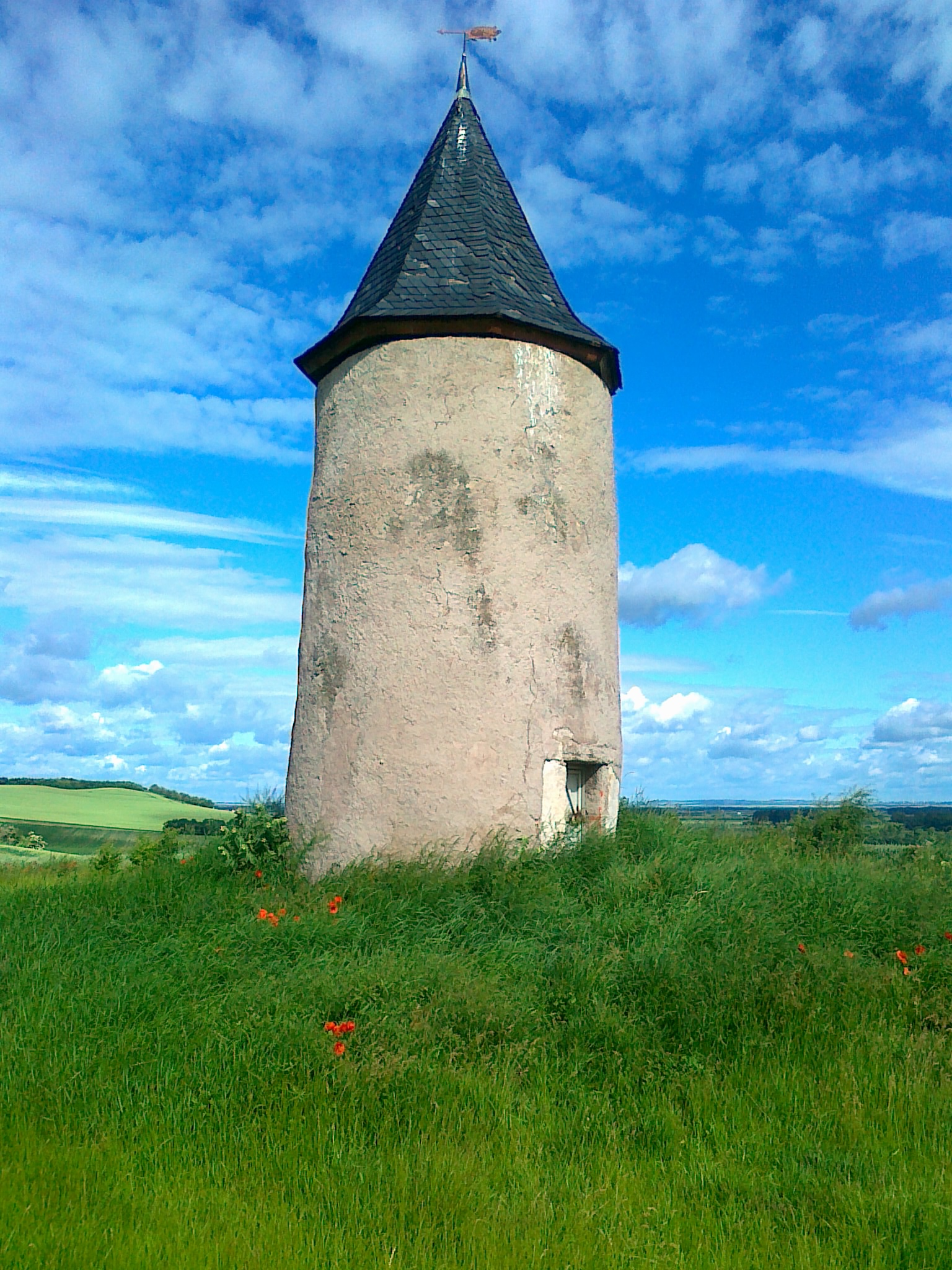
Der Barkhäuser Turm

Der Barkhäuser Turm, auch Barkhäuser Warte, ist ein historischer Wart- und Rundturm zwischen Udestedt und Stotternheim.

## Lage
Der Turm steht auf dem Gemeindegebiet von Udestedt, etwa 2 km westlich des Ortes. Vom Weg nach Stotternheim führt erst südlich, dann westlich ein mit „Rundturm“ ausgeschilderter Weg bergauf zum Turm. Neben dem Turm findet man dort ein Infoschild zur Geschichte des Turmes sowie eine Sitzgelegenheit und Abfallbehälter vor.
Von Ackerflächen umgeben, verläuft in direkter Nähe (Luftlinie circa 150 m) die A 71.

## Geschichte
Der Barkhäuser Turm ist der letzte Überrest eines vom Kloster Georgenthal abhängigen Klostergutes beim abgegangenen Ort Barkhausen, der sich etwa einen Kilometer nördlich befand. Das Gut beim 1189 als Barchusen erwähnten Ort wurde bis ins 14. Jahrhundert von Zisterziensern bewirtschaftet. Nach Wegzug der Bewohner des Ortes sowie der Erlaubnis von Landgraf Friedrich II., den Klosterhof abzubrechen, kauften Udstedter Bauern Land und bildeten eine Genossenschaft, „die Gewerke zu Barkhausen“. Das Barkhäuser Hegegericht hatte die Aufgabe die Einhaltung der Gewerkeverordnungen zu sichern und hielt jahrhundertelang Pfingstdienstags ein öffentliches Gericht am Turm ab. Die erste bekannte Gerichtsordnung ist von 1415. Seine letzte Sitzung hatte das Gericht am 3. Juni 1873. Treffen danach fanden nicht mehr als Gerichtssitzung, sondern als Feste statt. Der Barkhäuser Turm war als Teil der äußeren Befestigungsanlagen der Stadt Erfurt von Bedeutung.
Vor 1900 war der Turm mit einem Notdach aus Zinkblech versehen worden, der Durchmesser des Rundturmes wurde oben mit 2 m Lichte Weite bestimmt, alle hölzernen Bauteile und Einbauten waren verlustig gegangen.
Durch Vandalismus und einen Sturm im Jahr 1913 hatte der Turm starken Schaden genommen und wurde im Herbst desselben Jahres wiederhergestellt. 1985 wurde auf Veranlassung der LPG das Turmdach saniert sowie der Außenputz erneuert und eine Wetterfahne angebracht. 1998 wurde der Turm rekonstruiert und sein Umfeld hergerichtet.
Heute steht der Turm als Kulturdenkmal unter Denkmalschutz.